# Azawakh
L'azawakh è una razza canina di origine maliana riconosciuta dalla FCI (Standard N. 307, Gruppo 10, Sezione 3).

## Storia
Il nome della razza deriva da un luogo africano situato tra il Niger, il Mali e il Burkina Faso, l'azawakh appunto, detto anche azawad. Questo nome fu registrato ufficialmente nel 1982. I primi ad utilizzare questa razza furono i tuareg, ma è arrivata in Europa tramite i francesi: infatti la Francia è la nazione dove la razza si è diffusa maggiormente. I primi accoppiamenti volti a formare la razza cominciarono nel 1970.

## Caratteristiche comportamentali e fisiche
L'azawakh è un cane molto indipendente, riservato e schivo, a volte quasi snob ma allo stesso tempo estremamente affettuoso con i componenti della famiglia. Generalmente non dà confidenza agli estranei, bisogna conquistarsi la sua fiducia. Originariamente utilizzato per cacciare gazzelle e lepri dai tuareg è anche ottimo cane da guardia.
Le forme devono essere slanciate ed eleganti, la struttura è molto particolare, visto che entra in un rettangolo rovesciato. Le orecchie sono cadenti e a forma di triangolo, la testa è stretta e sottile e il cranio è piatto. Il tartufo è molto scuro e ha grandi narici.
Portamento elegante e fiero.
È un cane non per tutti, visto la sua indole quasi selvatica, ma lo si ama proprio per questa sua particolarità.

## Salute
Cane estremamente forte e robusto con una vita media di 12-14 anni.